# Liste der Museen im Landkreis Lindau (Bodensee)
Die Liste der Museen im Landkreis Lindau (Bodensee) gibt einen Überblick über aktuelle und ehemalige Museen im Landkreis Lindau (Bodensee) in Bayern.

## Aktuelle Museen
| Gemeinde              | Name                            | Kurzbeschreibung | gegründet/ eröffnet | Träger                                  | Standort               | Bild           | Link |
| --------------------- | ------------------------------- | --- | ------------------- | --------------------------------------- | ---------------------- | -------------- | ---- |
| Gestratz              | Heimathaus Gestratz             | Das in einer ehemaligen Schmiede untergebrachte Museum zeigt neben der betriebsbereiten Schmiede Exponate zur Gestratzer Heimatgeschichte und früheren Handwerksberufen. |                     |                                         | Zwirkenberg            |                |      |
| Hergensweiler         | Heimatmuseum Hergensweiler      | Das Heimatmuseum gibt einen Einblick in verschiedene Handwerke sowie in Kleidung und Wohnen vor 100 Jahren. Die Sammlung „Volksfrömmigkeit zwischen Glaube und Aberglaube“ umfasst etwa 6000 Andachtsbildchen, 1000 religiöse Medaillen, 400 verschiedene Rosenkränze und anderes. |                     |                                         | Ehemaliger Pfarrhof    | weitere Bilder |      |
| Lindau (Bodensee)     | friedens räume                  | Das Museum stellt das Thema „Frieden“ für alle Sinnen dar, sei es im „lese raum“, im „entscheidungs raum“, im „hör raum“ oder im „garten raum“. | 2001                | Pax Christi                             | Villa Lindenhof        | weitere Bilder |      |
| Lindenberg im Allgäu  | Deutsches Hutmuseum             | Das Museum ist thematisch in drei Abteilungen gegliedert. Die Abteilung Hutherstellung veranschaulicht mit Rohmaterial, Werkzeugen und Modellen die Herstellungsweisen von Stroh- und Filzhüten. Die Abteilung Hutstadt zeigt mit zeigen Biografien von Heimarbeiterinnen, Huthändlern und Fabrikanten, wie Lindenberg zum „Klein-Paris“ der Hutindustrie wurde. Die Abteilung Hutmode präsentiert Hüte drei Jahrhunderten.                | 2014                |                                         | ehemalige Hutfabrik    | weitere Bilder |      |
| Nonnenhorn            | Dorfmuseum Nonnenhorn           | Das in einem aus dem 17. Jahrhundert stammenden Bauernhaus eingerichtete Museum zeigt Objekte zum ländlichen Leben vor 200 Jahren sowie zum Dorfgeschehen. Das lokale Handwerk ist durch Schuhmacherei, Friseurhandwerk, Wein- und Hopfenanbau sowie Fassherstellung vertreten. | 2002                | Museumsverein Nonnenhorn                | Seehalde               |                |      |
| Oberreute             | Heimatstube Oberreute           | Die im Rathaus untergebrachte Heimatstube dokumentiert die wichtigsten Erwerbszweige des Ortes vom Flachsanbau über die Stickerei bis zur Milchwirtschaft und die Entwicklung des Bergdorfes von der Rodung bis in die Gegenwart. | 2006                | Heimatdienst Oberreute                  | Rathaus                |                |      |
| Röthenbach (Allgäu)   | Heimatstube Röthenbach          | Die in der Grundschule eingerichtete Heimatstube gibt mit zahlreiche Ausstellungsstücken, Bildern, Chroniken und Handwerks- und Alltagsgegenständen einen Einblick in die Gemeindegeschichte und das Leben und Werken der Menschen früherer Zeiten. | 2000                | Heimatverein Röthenbach                 | Grundschule            |                |      |
| Scheidegg             | Handwerkermuseum „Heimathaus“   | Das in einem ehemaligen Wohnhaus mit Schlosserei und Schmiede untergebrachte Museum zeigt es alte Handwerke vom Küfner bis zum Wachskerzenzieher und Schindelmacher sowie eine komplette Handwerkerwohnung, eine Schulstube und einen Tante-Emma-Laden. |                     | Geschichts- und Museumsverein Scheidegg | Heimathaus             | weitere Bilder |      |
| Sigmarszell           | Heimatstube Niederstaufen       | Die Heimatstube präsentiert alte Gebrauchsgegenstände, bäuerliches Handwerk und das ländliche Leben sowie Krippen, Flachs und Lein. |                     | Heimatverein Niederstaufen              | Niederstaufen          |                |      |
| Wasserburg (Bodensee) | Museum im Malhaus               | Das Museum in einem ehemaligen Gerichtsgebäude der Fugger zeigt original erhaltene Gefängniszellen und dokumentiert die Hexenprozesse des 17. Jahrhunderts in Wasserburg. Ein Schwerpunkt sind Ausgrabungsfunde und Exponate zur traditionellen Bodenseefischerei. Ferner werden Ergebnisse einer Ausgrabung in Alt-Wasserburg gezeigt Zwei weitere Abteilungen sind den Schriftstellern Martin Walser und Horst Wolfram Geißler gewidmet. | 1979                |                                         | Halbinsel Wasserburg   | weitere Bilder |      |
| Weiler-Simmerberg     | Heimatstube Ellhofen            | Das Museum im ehemaligen Rathaus von Ellhofen zeigt Dokumente, Literatur, Fotos, Bilder, Postkarten und Objekte zur Geschichte des Ortes. |                     |                                         | Ellhofen               |                |      |
| Weiler-Simmerberg     | Kornhausmuseum                  | Das Museum zeigt alte Geräte aus Land- und Hauswirtschaft sowie dem Handwerk, aber auch die Werke zeitgenössischer heimischer Künstler. | 1981                |                                         | Ehemaliges Kornhaus    | weitere Bilder |      |
| Weiler-Simmerberg     | Pflanzenkundliche Schausammlung | Das Museum zeigt ein Herbarium aus Presspflanzen, das über die heimische Flora informiert. |                     |                                         | Fridolin-Holzer-Straße |                |      |
| Weiler-Simmerberg     | Westallgäuer Heimatmuseum       | Das Museum zeigt Exponate von der vor- und frühgeschichtlicher Zeit bis ins 20. Jahrhundert, darunter Gegenstände des Brauchtums und Trachten, Zeugnisse der Volksfrömmigkeit und sakrale Kunst. Ein Sammlungsschwerpunkt sind bürgerliche Möbel, die zu Ensembles mit zeittypischer Ausstattung zusammengestellt wurden. |                     |                                         | Ehemaliges Gasthaus    | weitere Bilder |      |
| Weißensberg           | Heimatstube Schwatzenmühle      | Das Museum widmet sich der Ortsgeschichte Weißensbergs. Ausgestellt sind unter anderem eine der ersten Waschmaschinen, Möbel aus der Kaiserzeit, Spinnräder und das erste Fahrrad mit Freilauf. |                     |                                         | Schwatzen              |                |      |

## Ehemalige Museen
| Gemeinde          | Name                | Kurzbeschreibung | gegründet/ eröffnet | geschlossen/ aufgelöst | Träger       | Standort          | Bild           | Link |
| ----------------- | ------------------- | --- | ------------------- | ---------------------- | ------------ | ----------------- | -------------- | ---- |
| Lindau (Bodensee) | Stadtmuseum Lindau  | Das Museum zeigte Gemälde und Plastiken vom 15. bis zum 19. Jahrhundert, Lindauer Wohnkultur mit Möbeln von der Gotik bis zum Jugendstil, Kunsthandwerk, Dokumente zur Stadtgeschichte, historische Spielsachen und mechanische Musikinstrumente. Das Museum wird derzeit renoviert und mitsamt seiner Infrastruktur von Grund auf umgestaltet. | 1930                | 2018                   | Stadt Lindau | Haus zum Cavazzen | weitere Bilder |      |
| Oberreute         | Skimuseum Oberreute | Das Museum zeigte eine der größten Privatsammlungen zu 100 Jahre Skigeschichte, darunter Skier, die noch im 19. Jahrhundert gebaut wurden, aber auch Abfahrtskis von Markus Wasmeier und anderer Größen aus dem Skisport. |                     | 2020                   |              | Hauptstraße       |                |      |